# Jakob Larsen (Historiker)
Jakob Aall Ottesen Larsen (* 1. März 1888 in Decorah (Iowa); † 1. September 1974 in Columbia (Missouri)) war ein US-amerikanischer Althistoriker.

## Leben
Jakob Larsen stammte aus einer norwegischstämmigen Familie. Sein Vater Peter Laurentius Ottesen war der Leiter des Luther College in Decorah. Hier studierte der Sohn Geschichte und erlangte 1908 den Bachelor-Grad. Den Master absolvierte er 1910 an der Iowa State University. Anschließend vertiefte er seine Studien an der Yale University (1910/1911) und an der University of Oxford, wo er mehrere Jahre studierte und den Bachelorgrad sowie den Mastergrad nochmals erlangte. Ein Rhodes-Stipendium unterstützte sein Studium 1914.
Nach seiner Rückkehr in die USA 1921 arbeitete Larsen zunächst als Assistant Professor of History an der University of Washington. 1926 wechselte er an die Ohio State University; gleichzeitig betrieb er an der Harvard University bei William Scott Ferguson seine Promotion, die er 1928 mit einer Schrift über griechisch-römische Regierungsformen erreichte. Anschließend wurde er an der Ohio State University zum Associate Professor ernannt (1929). In derselben Stellung ging er 1930 an die University of Chicago, wo er 1943 zum Full Professor ernannt wurde. Von 1951 bis 1952 war er Vorsitzender der American Philological Association.
1953 trat Larsen in den Ruhestand, blieb aber weiterhin in Forschung und Lehre aktiv. Von 1953 bis 1954 war er Sather Professor in Classics an der University of California in Berkeley. In den folgenden Jahren war er Gastprofessor an der Rutgers University (1956–1957), an der University of Texas at Austin (1960) und an der University of Missouri (1960–1971). An dieser Universität verbrachte er auch seinen Lebensabend. In Anerkennung seiner Verdienste verlieh ihm die University of Vermont 1953 den Titel Doctor of Laws, das Luther College 1961 den Titel Doctor of Letters. 1957 erhielt er den Goodwin Award. Die British Academy wählte ihn 1967 zum korrespondierenden Mitglied.
Larsens Forschungsschwerpunkt war die politische Situation der griechischen Staaten sowie das römische Griechenland.